# جيسيكا فريدمان
جيسيكا فريدمان (بالإنجليزية: Jessica Friedman)‏ هي ممثلة أمريكية، ولدت في 22 أكتوبر 1977.

## وصلات خارجية
- جيسيكا فريدمان على موقع IMDb (الإنجليزية)
- جيسيكا فريدمان على موقع قاعدة بيانات الفيلم (الإنجليزية)